# ناريمان ملكة مصر القرينة
ناريمان حسين فهمي صادق وشهرتها الملكة ناريمان (31 أكتوبر 1933م - 16 فبراير 2005م)، الزوجة الثانية للملك فاروق الأول، وأم ولي عهده الوحيد أحمد فؤاد، الذي تولى العرش وهو لم يتجاوز الستة أشهر تحت لجنة وصاية برئاسة الأمير محمد عبد المنعم. تزوجت من فاروق وجلست على عرش مصر إلى جواره يوم 6 مايو سنة 1951م. بعد أن شاهدها الملك فاروق في محل الجواهرجي أحمد نجيب بالصدفة أو بترتيب مسبق. وبعد أن فسخت خطبتها من الدكتور محمد زكي هاشم الذي كان يعمل في مجلس الدولة، وجلست ناريمان على عرش مصر لمدة 14 شهرًا بدأت يوم 6 مايو سنة 1951م ثم انتهت بتنازل الملك فاروق عن العرش في 26 يوليو سنة 1952م بعد ثورة الضباط الأحرار. رحلت معه من الإسكندرية على ظهر الباخرة المحروسة يوم 26 يوليو 1952م عند خلعه عن العرش إلى إيطاليا.
في 6 أكتوبر 1952م، طلبت الملكة السابقة الطلاق من الملك السابق ولم تحصل عليه إلا في فبراير 1954، وبعد أن تنازلت عن حضانة ابنها أحمد فؤاد. تزوجت بعد شهور من الدكتور أدهم النقيب وأنجبت ولدها الثاني أكرم ثم انفصلت عنه وابنها عمره 3 أعوام. في آخر أيامها كانت تعيش مع زوجها الثالث الدكتور إسماعيل فهمي؛ لواء طبيب بإدارة الخدمات الطبية بالقوات المسلحة وأستاذ التحاليل الطبية. عانت ناريمان من آثار مشاكل صحية بدأت في مارس 1967، عندما أصيبت بحالة غيبوبة بسبب تناولها لجرعة زائدة من الحبوب المنومة ثم أجرت عملية جراحية في المخ في العام التالي. أقامت في نهاية حياتها بأحد الشوارع المتفرعة من شارع الميرغني بضاحية مصر الجديدة في شقة من شقق عمارة ليست حديثة. توفيت ناريمان يوم الأربعاء 16 فبراير 2005، في مستشفى دار الفؤاد بمدينة السادس من أكتوبر حيث نقلت إليها بعد إصابتها بغيبوبة على إثر نزيف بالمخ بعد جراحة أُجريت به.

## نشأتها

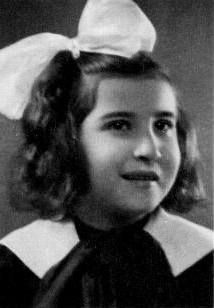
ناريمان في طفولتها عام 1940.

ولدت ناريمان صادق بالقاهرة في 31 أكتوبر 1933، والدها حسين فهمي صادق وكيل وزارة المواصلات ونجل «علي بك صادق» من أعيان مصر في ذلك الحين وآخر منصب تقلده قبل وفاته هو سكرتير عام وزارة المواصلات، والدتها «أصيلة هانم» ابنة «كامل محمود» من أعيان محافظة المنيا.
ناريمان هي الفتاة الوحيدة التي أنجبتها أصيلة هانم وزوجها حسين صادق. وجاءت هذه الفتاة بعد انتظار طويل، وعانت فيه الأم من متاعب الحمل المتكرر الذي يفشل في كل مرة. في إحدى المرات تكوّن الجنين وجهدت الأم في الحفاظ عليه وخضعت لإشراف صحي غير عادي طبقًا لتعليمات الأطباء الذين كانوا يشرفون عليها، وكانت الأم حريصة على تنفيذ كل تعليماتهم. أصبحت ناريمان كل حياة والدها وحرص في سنوات عمرها المختلفة بعد ذلك أن يلحقها بالمدارس الراقية ولا تختلط إلا ببنات الأسر العريقة.
نشأت ناريمان في حي مصر الجديدة، وكانت ملكة مصر السابقة فريدة أيضًا تعيش في هذا الحي الذي أنشأه البلجيكي البارون إمبان، في قصر والدها بمصر الجديدة، عندما كان اسمها صافيناز ذو الفقار، ثم تغيّر اسمها وتغيرت حياتها كلها.

## عروض الزواج قبل فاروق

### صلاح شعراوي

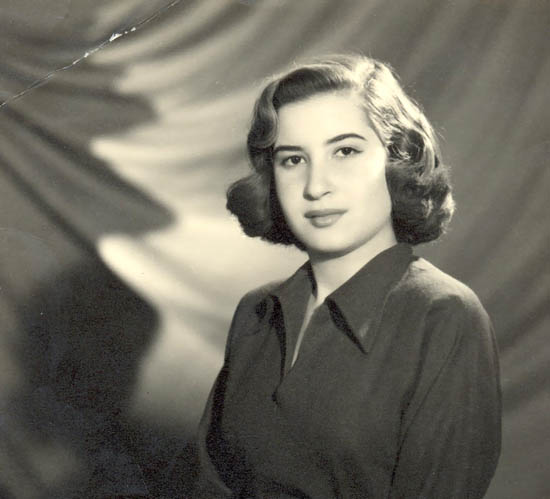
ناريمان عام 1949م

تقدم لخطبتها الكثيرون ومنهم ضابط بالحرس الملكي يُدعى صلاح شعراوي يحمل رتبة اليوزباشي التي تعادل رتبة نقيب الآن وهو ابن قائد الطيران المصري. رَشَح صلاح شعراوي لخطبة ناريمان عمها «مصطفى صادق» صديق والده «محمد شعراوي» تعبيرًا عن إعجابه بالشاب والفتاة ومناسبتهما لبعضهما. ولعدة أيام استمر «صلاح شعراوي» يذهب يوميًا إلى حيث مدرسة ناريمان، حتى يشاهدها ثم قرر خطبتها.
كان مصطفى قبل أن يستدعيه قائده ليتحدث معه بشأن تحديد الموعد مع أخيه حسين لخطبة ناريمان لابنه، قد تحدث مع شقيقه بالفعل بخصوص الموضوع وترشيحه لصلاح زوجًا لناريمان، ولكن الدكتور زكي هاشم النائب في مجلس الدولة ذو المكانة لدى أسرة ناريمان قد تقدم طالبًا يدها. ولم يكن يتصور عم ناريمان أن شقيقه حسين سيرفض طلبه، وخاصة أن صلاح على نفس المستوى المرموق وظيفيًا وعائليًا. حاول مصطفى صادق استخدام كل الطرق التي يمكن استخدامها ليحقق هدف في زواج ناريمان من ابن قائده لكن كل محاولاته باءت بالفشل. وحتى والدة ناريمان السيدة أصيلة وقفت مع زواج ناريمان من الدكتور زكي هاشم وكانت سعيدة بالشهادات العلمية التي حصل عليها. حاول مصطفى صادق استمالة ناريمان ذاتها إلى صلاح شعراوي، ولم تكن قد بلغت السادسة عشرة من عمرها، ولم يزل العم وراء ابنة أخيه حتى أبدت موافقتها. لكن موافقتها لم تغير من رأي والديها.
قام والد ناريمان بدعوة اللواء شعراوي وابنه للحضور إلى منزله في زيارة مدبرة ليُزيل الإحراج عن أخيه، وحضر «صلاح عيسى» وأبيه، وشاهدت ناريمان صلاح وأعجبت بوسامته وأفضت بذلك لعمها مصطفى همسًا من وراء والديها. تعلقت ناريمان بصلاح شعراوي، لكن والدتها هي التي تصدت للوقوف ضد رغبتها وكانت لها خطتها في ذلك.

### محمد زكي هاشم
أسرع محمد زكي هاشم محاولًا الزواج منها. وأُعلنت الخطبة وعرف بها اللواء شعراوي، ولم يتعرض ابنه صلاح شعراوي إلى ما تعرض له العريس الذي خطب ناريمان بالفعل زكي هاشم على يد الملك فاروق. كان «مصطفى صادق» عم ناريمان يرى في إعلان خطبة ناريمان للدكتور زكي هاشم ككارثة له.
انقطع عم ناريمان بعد ذلك عن زيارة شقيقه وساءت العلاقة بينهما وقرر ألا يحضر عقد قران ناريمان وزكي هاشم وراجعته والدته في ذلك، وفي الوقت الذي قرر فيه عم ناريمان أن يحضر عقد القران جاء الملك فاروق وأعجب بناريمان.

## الزواج الملكي

### التعارف
كانت ناريمان صادق مخطوبة للدكتور محمد زكي هاشم النائب في مجلس الدولة، وقد تحدد موعد عقد القران وأُرسلت بطاقات الدعوة لحضور حفله المقرر، ولم يبق إلا أن تختار العروس الشبكة. ودبر الصائغ أحمد نجيب بالتعاون مع حاشية الملك موعدًا تأتي فيه ناريمان إلى محله حيث ينتظر فاروق في مكان ما يراقبها دون أن تراه، ولكن فاروق غيّر ذلك المخطط وخرج إليها مباشرةً يعرض عليها الزواج وسافر زكي هاشم إلى جامعة هارفرد للحصول على الدكتوراه، ومنح الملك والد ناريمان لقب بك. وبناء على الأوامر الملكية أُلغي كل شيء، استعدادًا للزواج الآخر من الملك فاروق الذي يرفضه الأب حسين صادق بإصرار ولعله كان السبب في إصابته بأزمة قلبية حادة أدت إلى وفاته، وذهب الملك فاروق للعزاء والمواساة في منزل ناريمان. كان الملك فاروق في ذلك الوقت النموذج الصارخ للفساد والشعب المصري يغلي من سوء تصرفاته وفضائحه في الداخل والخارج، ومنها قيامه قبل وقت قليل بتطليق السيدة التي أحبها الشعب وأخلصت له فأخلص لها، الملكة فريدة التي كانت أول ثائرة على عرشه. واعترفت ناريمان أن لقب ملكة كان يجذبها للزواج من الملك، ولكنها بعد ذلك تأكدت أن اعتراض ورفض والدها كانا في محلهما تمامًا.
بدأ الملك يرسل لناريمان الخطابات وكان حريصًا على أن يرفق مع رسائله الورد الأحمر القاني، وكانت رسائله مكتوبة باللغة الفرنسية. واعتمدت الأسرة على «أحمد نجيب» الجواهرجي في كتابة رسائل ناريمان التي ترد بها على الملك بحجة أن ناريمان لا تجيد الفرنسية بالشكل الذي يمكن أن تكتب به ما يُرضي الملك، خاصة الرسالة الأولى. ولم يعجبها ما كتبه الجواهرجي واعترضت عليه شكلًا وموضوعًا، وتقدمت ناريمان برجاء إلى مدرسة اللغة الفرنسية المتخصصة لتعيد صياغتها بالشكل المناسب واللائق، وبلغة فرنسية سليمة حتى تقوم بعد ذلك بنقلها بخط يدها بالفرنسية بعيدة عن إسفاف الجواهرجي الذي كان بعيدًا عن الأصول والحياء بالإضافة إلى جهله بالكتابة بالفرنسية، بالرغم من إجادته الحديث بها.
جرت بين فاروق وناريمان مكالمة هاتفية كانت الأولى والأخيرة طيلة عمرها أخبرها فيها بقراره أن تسافر معه إلى أوروبا فانهارت باكية حيث ظنت أنه يتلاعب بها ولا يرغب في الزواج حيث لم تكن خطبتهما أُعلنت رسميًا بعد، وقد حذرها والدها قبل وفاته من أن تكون تلك هي رغبة الملك وعندما سألته عن من الذي سيرافقهما فقال أنه قرر ورتب كل شيء وأنها ستسافر هي وعمها فقط.

### فترة التأهيل للحياة الملكية

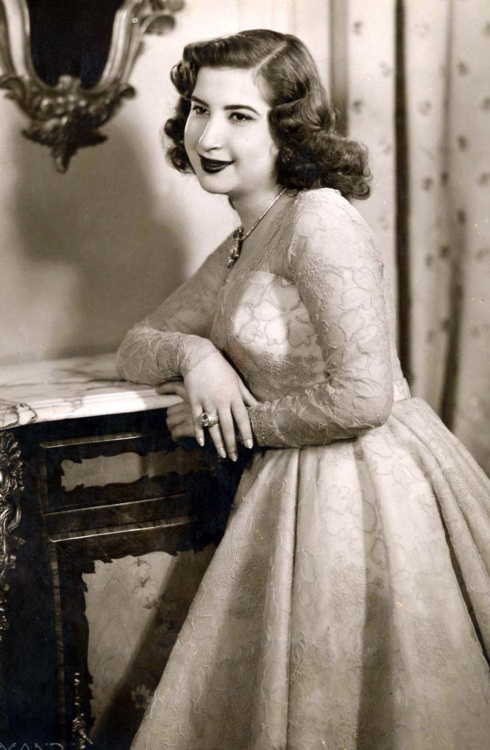
ناريمان قبل الزواج الملكي بأيام في مايو 1951

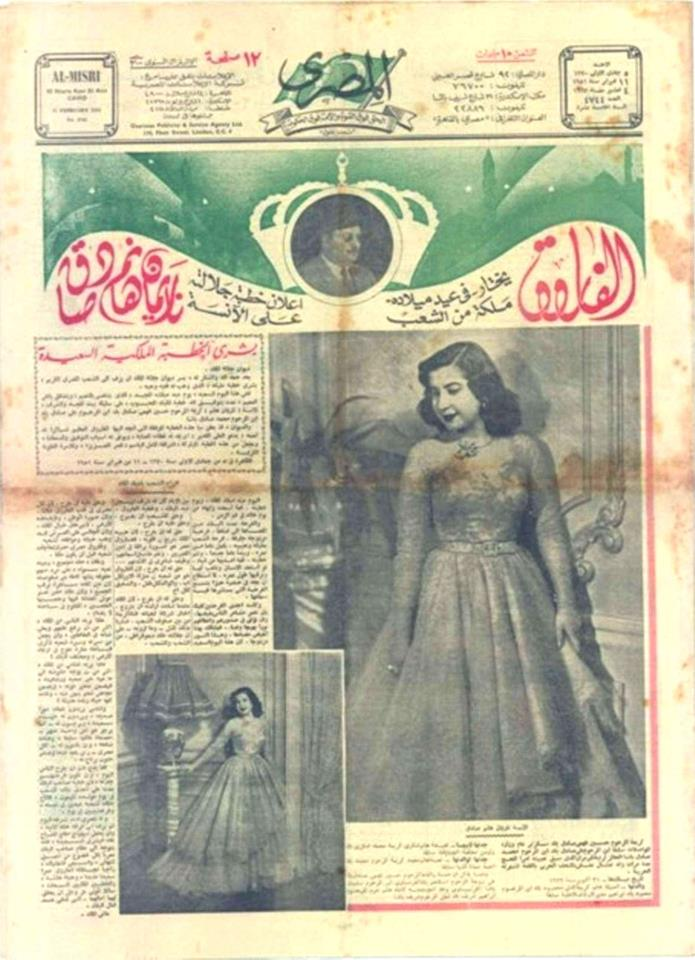
جريدة المصري، عدد 11 فبراير 1951م، وفيه خبر إعلان خطبة الملك فاروق لناريمان في يوم عيد ميلاده

لم تكن ناريمان مؤهلة لكي تكون ملكة وتجلس على العرش، وكان لا بد من إعدادها الإعداد اللائق لهذا المركز الخطير، ولم يجد الملك فاروق أمامه إلا فكرة واحدة، أن يرسل الملكة المقبلة إلى أوروبا تتعلم فيها كيف تمشي وكيف تأكل، وكيف تحدث الناس. وربما كانت في ذاكرة الملك فاروق الأيام الأولى من شبابه بعد أن مات والده الملك فؤاد، فقد أرسلوه في بعثة سريعة إلى إنجلترا يتعلم فيها كيف يكون ملكًا.
أُعدت الترتيبات لهذه الرحلة وكان المطلوب إحاطتها بسرية تامة حتى لا تتسرب أخبارها للصحف الأجنبية على وجه الخصوص. وخرجت ناريمان من مطار ألماظة وهي تحمل جواز سفر تغيّر فيه اسمها قليلًا من ناريمان صادق إلى سعاد صادق. قرر الملك فاروق أن يتغير اسم ناريمان مؤقتًا وهي تسافر إلى إيطاليا إلى اسم سعاد صادق وهو اسم مستعار على أساس أنها ابنة علي بك صادق الذي كان السفير المصري في روما عبد العزيز بدر متزوجًا ابنته، فقد استدعاه الملك فاروق بالفعل إلى القاهرة هو وزوجته واتفق معهما على الخطوط العريضة في البرنامج الخاص الذي أُعد لناريمان لتصبح ملكة وأن تنزل في ضيافة السفير وزوجته في السفارة المصرية في روما. وانتقلت طائرة خاصة تقلها من مطار ألماظة في القاهرة إلى مطار كابيتشينو في روما.
بدأ السفير المصري في روما يرتب إقامة ناريمان بالشكل الموضوع ويرتب برنامج إعداد ناريمان لتصبح ملكة فاستدعى لها كبيرة وصيفات القصر الملكي في إيطاليا في عهد الملك فيكتور عمانويل لتقوم بتعليمها أصول البروتوكول الملكي الإيطالي وتولى هو بنفسه تدريس البروتوكول الملكي المصري لناريمان.، كما استدعى لها الآنسة براون أستاذة اللغة الإنجليزية لتدرسها أيضًا، وخُصص جناح بعيد في مبنى السفارة ليكون مدرسة لتعليم الرقص الكلاسيكي ورقص الباليه، كما عملوا على ضبط ومراقبة وزنها حيث لا يتعدى 110 رطلًا حسب تعليمات فاروق. وكان السفير يصاحب ناريمان أثناء ذلك كله، ويبعث بتقاريره إلى القصر الملكي في مصر لتكون أمام الملك. واستقل السفير وناريمان سيارة فيات صغيرة حتى لا يلفت الأنظار وانطلق بالسيارة إلى عواصم القارة الأوروبية وطاف بها في أشهر المتاحف والأماكن الأثرية المعروفة وغير المعروفة. ورغم كل المحاولات لإضفاء نوع من السرية والكتمان على هذه الرحلة، فإن الخبر تسرب إلى الصحفيين، وتحول الفندق الذي تنزل فيه ناريمان إلى سجن، فهي لا تستطيع أن تخرج منه، ولا يمكنها أن تفتح النافذة أو تقف في شرفة بعد معرفة الصحفيين مكانها وخشية من دافع الفضول لديهم.
استطاعت الصحافة الأوروبية معرفة الحقيقة ورصدت إحدى وكالات الأنباء مكافأة لمن يستطيع أن يأتي بصورة واحدة لناريمان الملكة المرتقبة على عرش مصر وهي تتجول في بلدان أوروبا. وأصدر الملك تعليماته العاجلة بعودة ناريمان من أوروبا والاكتفاء بتلك الفترة الزمنية التي زادت عن نصف عام لها في خارج مصر، وصلت برقية تفيد ذلك، وأُعدّت على الفور الباخرة «إكسكاليبار» لتبحر بالجميع، ناريمان، وعمها «مصطفى صادق»، والسفير، وزوجته.
شهدت ناريمان استقبالًا رسميًا حافلًا في ميناء الإسكندرية حيث كان كبار رجالات القصر الملكي في انتظارها، وكانت مجموعة من الوصيفات قد خرجن في اللنشات البحرية لاستقبال الملكة الجديدة. وكان على الباخرة ضيوف من الأسرة المالكة منهم الأمير العثماني محمد علي إبراهيم، والأميرة هانزادة، وهي في نفس الوقت ابنة عمر الفاروق الأمير العثماني، وكانت مشهورة بالجمال والأناقة والحسن هي وشقيقتها الأميرة نسل شاه ومعهما الأميرة فضيلة. فتصور ضيوف الباخرة من الأسرة المالكة أن كل هذا الاستقبال لهم، في نفس الوقت الذي كانت فيه ناريمان تعد نفسها للتسلل من الباخرة مع عمها بعيدًا عن الاستقبال فلم يكونا يتصوران أن هذا الاستقبال لهما وكانا حريصين على الالتزام بتوجيهات الملك. وحدث ما ليس في التصور والحسبان وتقدمت السيدة «أواكحيل» نحو ناريمان مباشرة وذهلت ناريمان وهي تتلقى التهنئة بسلامة الوصول منها وتتسلم باقة زهور ومن حولها موكب المستقبلين بينما كان الأمير محمد علي إبراهيم في ذهول من الموقف.
كانت الخاصة الملكية قد أعدت لها لنشًا فاخرًا لتستقله ناريمان وعمها، وكانت التعليمات أن تذهب إلى قصر رأس التين لتأخذ بعض الراحة، ثم تتوجه بعد ذلك إلى القاهرة مباشرة في السيارات الملكية، وعندما نزلت ناريمان إلى الرصيف كانت المفاجأة الضخمة أمامها، الملك فاروق نفسه الذي لم يرد أن يقول لها من قبل أنه سيكون موجودًا في انتظارها في الإسكندرية. وبعد استراحة قليلة في رأس التين خرج موكب ملكي، مجموعة من السيارات تبلغ العشرين تشق طريقها إلى القاهرة وهي تقل العشرات من الحاشية الملكية والوصيفات اللواتي قدمن بأوامر ملكية لتحية ناريمان. وقاد الملك السيارة وبجواره جلست ناريمان، وأعطى تعليماته بأن يكون مصطفى صادق في سيارة أخرى، لكنه سمح لخادمه أنطوني بوللي أن يركب السيارة معه، فجلس في المقعد الخلفي.

### إعلان الخطبة والزواج الملكي

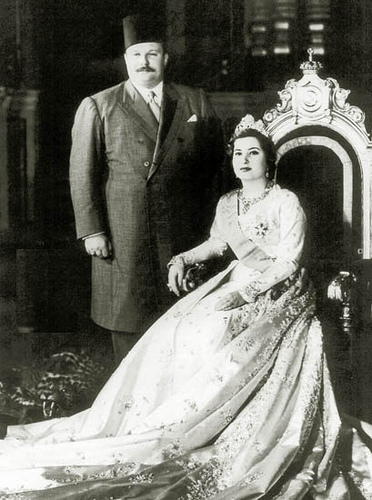
الملكة ناريمان يوم زفافها بالملك فاروق

ومرت أيام وإذا بالمفاجأة الكبرى يعلنها الملك فاروق في نشرة الأخبار الإذاعية في راديو القاهرة، خطوبة الملك لناريمان حسين صادق. وكان ذلك يوم عيد ميلاد فاروق يوم 11 فبراير 1951م. وكان مصطفى صادق حينما استمع إلى النبأ يتناول طعام الغداء، فأسرع واتصل هاتفيًا بناريمان مهنئًا، وإذا به يعرف أن الملك فاروق موجودًا عندها، وطلب الملك من ناريمان دعوة عمها للحضور ومشاركتهم في الفرحة. وتزوج الملك فاروق من ناريمان صادق لتصبح الملكة ناريمان، وعلى رأسها تاج العرش الملكي هدية من الملك فاروق، وقد بلغت تكاليفه في تلك الأيام 40 ألف جنيه، وكان ذلك يوم 6 مايو 1951م. وارتدت ناريمان ثوبًا من الستان الأبيض مرصع بعشرين ألف قطعة ماسية. وقام الملك فاروق والملكة ناريمان برحلة شهر العسل التي استمرت 13 أسبوعًا، ظهرت خلالها أعراض الحمل على الملكة، وكان ذلك أثناء إقامتهما في كان (فرنسا) بفرنسا.

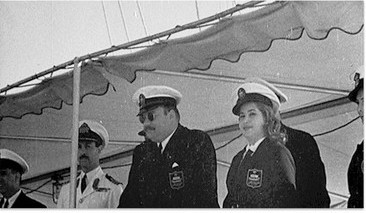
فاروق وناريمان في زي البحرية عند وصولهما إلى كابري ليقضيان شهر العسل

وقدم المليونير أحمد عبود هدية للملك والملكة بلغ ثمنها في ذلك الوقت 35 ألفًا من الجنيهات، وقُدمت هدية أخرى عبارة عن حزام روماني من الذهب الخالص قدر ثمنه أيضًا بعشرة آلاف جنيه، وقُدمت هدية أخرى عبارة عن أطقم من الفضة الخالصة المطعمة بالذهب الخالص وتبلغ قيمتها حوالي مائة ألف من الجنيهات من الشركات الكبيرة الشهيرة في مصر وتلقى القصر الملكي العديد من الهدايا الأخرى المتنوعة منها طقم شاي وقهوة من الذهب الخالص بثلاثين ألف جنيه مصري. وقدم البرلمان المصري إلى الملكة ناريمان والملك فاروق في هذه المناسبة صينية رائعة مرصعة بالماس وعليها عبارة:
| ناريمان ملكة مصر القرينة | من نواب الشعب المصري إلى ملك البلاد فاروق وزوجته الملكة ناريمان مع التحيات والتمنيات بولي العهد الجديد النجيب والعهد الجديد إن شاء الله". | ناريمان ملكة مصر القرينة |

في تلك الفترة عزل الملك فاروق شيخ الأزهر الشيخ عبد المجيد سليم من منصبه لمجرد التلميح الذي ألمح به إلى إسراف الملك فاروق الذي انغمس فيه أثناء رحلاته إلى كابري والريفييرا فقال «تقتير هنا وإسراف هناك» فرد عليه الملك فاروق على الفور «لقد قررنا فصلكم!» ووقع الملك قرار الفصل والعزل لشيخ الأزهر وهو على إحدى موائد القمار.

## ميلاد ولي العهد

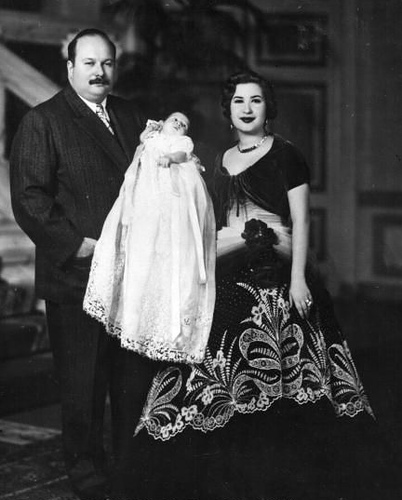
الملك فاروق والملكة ناريمان يحملان ولي العهد فؤاد الثاني صغيرًا

جاء الوقت الذي اقترب فيه قدوم المولود المنتظر، وقد حانت لحظة الوضع واستعد القصر الملكي كله لمقدم المولود السعيد. وفي قصر عابدين -كما طلب الملك فاروق نفسه- جرى تجهيز غرفة عمليات على مستوى عال بلغت تكاليفها في حدود 20 ألف جنيه وقتها، وتحولت الغرفة إلى جناح فاخر بمستشفى كبير خاص بالنساء داخل قصر عابدين، ولأن فاروق وُلد به فقد أراد أن يولد به أيضًا مولوده. وكان الملك فاروق قد جهز منذ وقت كل مستلزمات اللحظة التي ستضع فيها زوجته ناريمان مولودها الأول. وقد استدعى في نطاق ذلك هيئة تمريض خاصة من ألمانيا الغربية، وبها ممرضتان الأولى تُدعى الآنسة «آن» والثانية الآنسة «جانيت» ولم يتبقَّ إلا لحظة الإنجاب.
عندما ازدادت الآلام على الملكة حملها الملك فاروق بين يديه في حنان بالغ ووضعها بنفسه على سريرها حيث كانت قد تركته. استدعى الملك فاروق على عجل الطبيب المقرب منه جدًا وهو أحمد النقيب الذي هو في نفس الوقت والد الدكتور أدهم النقيب الذي تزوج ناريمان بعد طلاقها من الملك فاروق، وطلب منه الحضور من الإسكندرية بطائرة على الفور، كما اتصل بالطبيب إبراهيم مجدي وأيقظه من النوم وأرسل له سيارة خاصة تحضره فورًا ولم ينس الملك الاتصال بالطبيب عبد الحكيم واستدعاه وهو طبيب التخدير ومجموعة من الأطباء منهم الدكتور يوسف رشاد والدكتور عباس الكفراوي وطلب منهم جميعًا الحضور إلى لقصر عابدين.

لفت نظر الموجودين سرعة توجه الملك إلى غرفته حيث ارتدى بالطو أبيض وعاد ليأخذ من الأطباء الموجودين شاشًا معقمًا يضعه على وجهه مثلهم ويصر على الحضور معهم أثناء جهودهم في مساعدة الملكة في إنجاب مولودها، ووضح أن هدفه كان استعجال رؤيته لولي العهد القادم. وفي السادسة صباحًا يوم السادس من يناير عام 1951م رقص كل من في القصر، فقد أنجبت الملكة ناريمان بالفعل للملك «الولد» الأمير ولي العهد. وكان من المعروف أن المرسوم الملكي الذي يمنع رفع علم ولي العهد جنبًا إلى جنب مع علم الملك في القصر لا يزال ساريًا، لكن الملك فاروق ألغاه خصيصًا بعد إنجابه لولي عهده «أحمد فؤاد» وقام حسن يوسف وكيل الديوان الملكي بإعداد المرسوم الجديد برفع العلم بجوار علم الملك فاروق. ودعا الملك الأطباء والحاشية على مائدة إفطار ضخمة وأعلن عدة قرارات منها، منح الطبيب إبراهيم مجدي رتبة الباشوية، وتسديد ديون الدكتور يوسف رشاد، ومنح الدكتور عبد الحليم راتب رتبة الباشوية أيضًا. وقامت مجموعات عسكرية بعدة استعراضات في ميدان عابدين، وظهر الملك وهو يرتدي الملابس العسكرية ويقف سعيدًا حاملًا طفله ويعلن في الميكروفون: «إني أهديكم أعز ما عندي، إبني». وسرت وقتها شائعات في مصر أن سبب استعجال زواج الملك من ناريمان هو حملها، وأن المولود وُلد قبل الموعد المُعلن 6 يناير بعدة أشهر وتكتمت الأسرة على الخبر لإعلانه بعد 9 أشهر من الزواج، وخرجت المُظاهرات يوم حريق القاهرة بعد موعد الولادة المعلن بعشرة أيام تهتف «ناريمان، ناريمان، لماذا ابنك عنده أسنان؟» ولا أحد يعلم مدى صدق تلك الشائعات. وتلقى الملك برقية من مطلقته الملكة فريدة تقول: 
| ناريمان ملكة مصر القرينة | أهنئك من كل قلبي بولي العهد. | ناريمان ملكة مصر القرينة |

## ثورة 23 يوليو

### الحياة الملكية قبيل الثورة
بعد عودة فاروق وناريمان من رحلة شهر العسل كانت الحالة الاقتصادية في مصر قد تدهورت، وارتفعت الأسعار فبلغت أقصاها، وازداد عدد العاطلين بصورة مطردة، ووجه أحمد كامل قطب رئيس حزب الفلاحين إنذارًا للملك فاروق في قصر عابدين باسم جموع الفلاحين في مصر، كان العداء الوطني ضد البريطانيين في مصر قد بلغ ذروته، وشهدت منطقة القناة في خريف 1951 كثيرًا من الهجمات العنيفة التي شنها الفدائيون ضد المعسكرات البريطانية.
أثارت أحداث القناة موجة عارمة من الغضب في القاهرة وطلب شباب حزب الوفد والإخوان المسلمين عقد اجتماع لهم في جامعة فؤاد في اليوم التالي، وأعلن جنود الشرطة الإضراب العام، ونظّم العمال حملة لمقاطعة المنتجات البريطانية، وقرر مجلس الوزراء في جلسة طارئة قطع العلاقات الدبلوماسية مع بريطانيا. في تلك الليلة وجهت السفارة البريطانية تحذيرًا إلى الرعايا البريطانيين بالابتعاد عن الشوارع والبقاء في منازلهم. وجّه الملك فاروق دعوة لستمائة من ضباط الجيش والبوليس إلى مأدبة غداء في قصر عابدين في اليوم التالي السبت 26 يناير 1951م الذي عُرف فيما بعد بالسبت الأسود، وذلك احتفالًا بمولد ابنه ووريثه الأمير أحمد فؤاد.

### حريق القاهرة

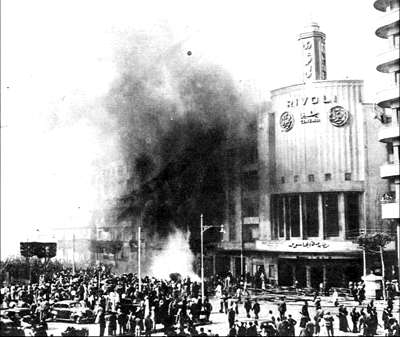
الحريق الذي اندلع في سينما ريفولي ضمن حريق القاهرة في 26 يناير 1952م

في ساعة مبكرة من صباح ذلك اليوم سارت حشود المتظاهرين الذين تجمعوا في جامعة فؤاد في شوارع القاهرة متجهة إلى مبنى البرلمان. اندفعت جموع المتظاهرين إلى ميدان الأوبرا الذي اندلعت منه الشرارة الأولى لحريق القاهرة. اشتعلت النيران في كازينو الأوبرا، ثم في سينما ريفولي، ثم انتشرت الحرائق لتغطي قلب القاهرة ولتشمل كل المنطقة الواقعة بين ميدان الأوبرا شرقًا والإسعاف غربًا، وبين ميدان المحطة (رمسيس حاليًا) شمالًا وميدان الإسماعيلية (التحرير حاليًا) جنوبًا، ولتمتد أيضًا إلى الأطراف البعيدة من العباسية والظاهر شمالًا إلى شارع الهرم جنوبًا.
وفيما بين الساعة الثانية عشر والنصف تقريبًا والساعة الحادية عشر مساءً كانت النار قد التهمت 700 محل وسينما وكازينو وفندق ومكتب ونادي في شوارع وميادين الأوبرا - شارع إبراهيم (الجمهورية)، وشارع فؤاد (26 يوليو)، وشارع عدلي وشارع قصر النيل وشارع سليمان، وشارع عبد الخالق ثروت، وميدان مصطفى كامل، وشارع شريف، وشارع رشدي، وشارع جامع شركس، وشارع البستان، وشارع محمد فريد، وشارع عماد الدين، وشارع نجيب الريحاني، وشارع محمود بسيوني، وشارع البورصة الجديدة، وشارع توفيق، وميدان التوفيقية، وشارع جلال، وشارع الملكة نازلي (رمسيس)، وميدان الإسماعيلية (التحرير)، وشارع الخديوي إسماعيل (التحرير)، وشارع الشواربي، وشارع الفلكي، وشارع محمد صدقي، وسكة المغربي، وشارع الأنتكخانة، وشارع شمبليون، وشارع الألفي، وميدان حليم، باشا، وشارع قنطرة الدكة، وشارع كلوت بك، وشارع دوبريه، وميدان باب الحديد، وشارع المهراني، وشارع المهدي، وشارع خليج الحور، وشارع محمد علي، وشارع الأهرام.
خسائر الحريق هي 300 محلًا بينها أكبر المحلات التجارية في مصر، 30 إدارة ومكتب لشركات كبرى، و 117 مكتب أعمال وشقق سكنية، و 13 فندقًا كبيرًا منها شبرد ومتروبوليتان وفيكتوريا، 40 دار سينما ومطعم وصالة منها جروبي والأمريكين، و 92 حانة للخمور، و 16 ناديًا منها نادي الترف كلوب ونادي رمسيس، ونادي دار العلوم، والنادي اليوناني، ونادي محمد علي (التحرير)، وبنك واحد هو بنك باركليز. وحاولت مطافئ القاهرة السيطرة على الحرائق باستخدام 46 وابور إطفاء من 20 نقطة مطافئ، بها ألف عسكري و 9 ضباط، و 36 مهندسًا ميكانيكيًا واستعان محافظ القاهرة بمطافئ الأقاليم أيضًا لكن دون جدوى. وبلغت ضحايا الحريق 36 قتيلًا و 552 مصابً وتشرد عدة آلاف من العاملين في المنشآت التي احترقت، قُدر عددهم بمن يعولون من أسر بعشرين ألف نسمة، وقدر الخبراء الأجانب الخسائر المادية بأربعين مليون إسترليني، وقدّرها الخبراء المصريون بمائة مليون، وخسرت المطافئ وحدها خراطيم مياه ممزقة ومحترقة قيمتها 13 ألف جنيه.
كانت الشرارة الأولى في «كازينو بديعة» حيث اندفع المتظاهرون إلى داخل الكازينو وجمعوا مناضده ومقاعده فوق بعضها البعض وأشعلوا فيها النار. وفي الساعة الواحدة والنصف وقت بداية مأدبة الغداء في قصر عابدين كان قلب القاهرة يحترق بضراوة، وفي الساعة الرابعة انتهت مأدبة الغداء في قصر عابدين. بعد نصف ساعة استدعى فاروق النحاس باشا ووزراء حكومته كي يأمرهم بإعلان حالة الطوارئ وعندما فعل النحاس وحكومته ذلك كان إقرارًا منهم بتحمل مسئولية الاضطرابات فأقدم فاروق على إقالة الحكومة.
شهدت مصر فترة من الاضطرابات السياسية تعاقبت عليها أثناءها أربع حكومات:
- الأولى برئاسة علي ماهر.
- الثانية برئاسة نجيب الهلالي.
- الثالثة برئاسة حسين سري.
- الرابعة برئاسة نجيب الهلالي مرة أخرى، وهي الأخيرة قبيل الثورة المصرية.[79]

### الثورة والتنازل عن العرش
عُدل موعد حركة الجيش عدة مرات ليُصبح في النهاية فجر الأربعاء 23 يوليو سنة 1952، وبدأ تحرك الضباط للاستيلاء على السُلطة من الهايكستب بالقرب من ألماظة على حدود القاهرة. استيقظت مصر كلها صباح يوم الأربعاء 23 يوليو 1952، على البيان الذي أذاعه أنور السادات على الشعب المصري وجاء فيه: 
| ناريمان ملكة مصر القرينة | اجتازت مصر فترة عصيبة في تاريخها الأخير من الرشوة والفساد وعدم استقرار الحكم وقد كان لكل هذه العوامل تأثير كبير على الجيش وتسبب المرتشون والمغرضون في هزيمتنا في حرب فلسطين | ناريمان ملكة مصر القرينة |

وفي الساعة الثامنة والنصف من صباح نفس اليوم أذيع بيان آخر عن القائد العام للقوات المسلحة موجهًا إلى ضباط القوات المسلحة مؤكدًا أن عهدًا جديدًا قد بدأ وأن الجيش لن يتخلف عن ركب النهضة والرجولة والتضحية التي هي واجب كل جندي وضابط. وكانت قوات الجيش قد احتلت بعض شوارع القاهرة ومرافقها، وفي اليوم التالي 24 يوليو 1952م أذاع اللواء محمد نجيب بصوته بيانًا ثالثًا عن أسباب الثورة وأغراضها.< وفي يوم 26 يوليو وجّه إنذارًا إلى الملك فاروق يطلب فيه التنازل عن العرش لولي عهده الأمير أحمد فؤاد في موعد غايته الثانية عشرة من ظهر يوم السبت 26 يوليو 1952م الرابع من ذي القعدة 1371هـ ومغادرة البلاد قبل الساعة السادسة من مساء اليوم نفسه، ويحمله فيه كل ما يترتب على عدم النزول على رغبة الشعب من نتائج.
توجّهت قوة كبيرة من الدبابات والسيارات المصفحة وقوات كبيرة من المشاة وحاصرت الشوارع والمنافذ المؤدية إلى سراي عابدين وقشلاقات الحرس الملكي ونصبت المدافع الثقيلة ومدافع الميدان عند المدافع المؤدية إلى ميدان عابدين لمواجهة أي طارئ. وكانت طائرات الحرس الملكي تحلق على ارتفاع منخفض تأييدًا لتلك التحركات العسكرية. وكان الملك فاروق في قصر رأس التين في ذلك الوقت وكان قد انتقل إليه في الليل بناء على طلب علي ماهر رئيس الوزراء. وتوجه رئيس الوزراء علي ماهر باشا إلى قصر رأس التين ودخل وقَابَل الملك فاروق مقابلة استغرقت ثلاثة أرباع الساعة.

صورة من وثيقة تنازل الملك فاروق عن عرش مصر

وأعدّ قاضيان من المحكمة العليا الصيغة الرسمية لتنازل الملك فاروق عن عرشه وكان نصها كالآتي: 
| ناريمان ملكة مصر القرينة | نحن فاروق الأول.. لما كنا دائمًا نسعى لسعادة وخير شعبنا ونرغب بإخلاص في إنقاذه من المتاعب التي ظهرت في الوقت العصيب، ومن أجل ذلك فإننا نخضع لإرادة الشعب. وقد قررنا التنازل عن العرش لصالح وريثنا الأمير أحمد فؤاد. وفي هذه الوثيقة أعطي أوامرنا إلى سعادة علي ماهر باشا أن يتصرف طبقًا لذلك. | ناريمان ملكة مصر القرينة |

وقد وقع فاروق وثيقة تنازله عن العرش. وقد وقع مرتين في الواقع لأنه شعر بأن التوقيع الأول ليس سليمًا تمامًا.
بلغ رئيس الوزراء قصر رأس التين في منتصف الساعة السادسة للإشراف على الإجراءات الأخيرة، وكان القصر محوطًا من كل جهاته برجال الجيش لا يدخله أحد ولا يغادره أحد. وكان الملك فاروق في فناء القصر حين لقيه رئيس الوزراء وهو في كسوة رجال البحرية ومعه الملكة ناريمان والأمير أحمد فؤاد والأميرات الثلاث بناته وكانت الدموع تترقرق في عينيه وهو يفتش قرة قول الشرف الذي وقف لتحيته عند رحيله الأخير من البلاد. وعزفت الموسيقى السلام الوطني فوقف ورفع يده بالتحية ثم أنزل العلم من فوق القصر وحمله أحد الجنود إلى اليخت الملكي المحروسة. والتفت الملك إلى علي ماهر رئيس الوزراء وصافحه مودعًا ثم صافح جيفرسون كافري السفير الأمريكي الذي حضر هذا الوداع، ثم استقل زورقًا بخاريًا إلى اليخت وهو لا يزال يغالب دموعه. ولحق به إلى اليخت علي ماهر والسفير الأمريكي في زورق آخر ليكونا معه حتى آخر لحظة. وبعد لحظات وصل محمد نجيب في موكب عسكري كبير فاستقل زورقًا آخر ولحق بالمودعين في اليخت حيث ودّع الملك.
في الساعة السادسة تمامًا أقلعت السفينة براكبيها متمهلة وكان الملك في حلته البحرية واقفًا على الحافة متجهًا إلى المدينة. وبعد أن تحرك اليخت لاحَ في البحر «لنش» يتجه إلى اليخت وتبين أن اللنش القادم يحمل القائد محمد نجيب ومعه أركان حربه، وهمَّ الملك بالتراجع عن مكانه ولكن اللنش كان قد اقترب جدًا من اليخت وانتصب فيه القائد العام ومن خلفه أركان حربه ثم وقفا يؤديان التحية العسكرية فاعتدل القائد الأعلى السابق في وقفته وردّ التحية العسكرية بمثلها. وصعد القائد العام وأركان حربه إلى ظهر السفينة وتبادلا التحية العسكرية مجددًا ثم تحدث نجيب وذكّر الملك أنه الضابط الوحيد الذي رفع استقالته على إثر حادث 4 فبراير 1942 احتجاجًا على أن الجيش لم يدافع عن قائده الأعلى ساعة اقتحم الإنجليز قصر عابدين، فشكره فاروق وردّ عليه بأنه يتمنى له كل خير ولم يستطع التغلب على مشاعره فولى ظهره للضباط واتجه نحو زوجته فوقف نجيب وقفة عسكرية وأدّى التحية ثالثًا ونزل الجميع إلى اللنش عائدين، وأطلقت المدفعية تحية الوداع للملك تكريمًا له وردّ التحية بيده.

## حياة المنفى والطلاق
نزل فاروق وناريمان وولدهما والأميرات في ميناء نابولي ليستقروا بعدها في فيلا خاصة تبعد عن روما نصف ساعة بالسيارة. كان فاروق وقت تنازله عن العرش في الثانية والثلاثين من عمره وكان معه في المنفى خمسة وعشرون شخصًا من حاشيته السابقة. وفي كل مساء كان يتوجه إلى روما بسيارته حيث يتناول عشاءه في «كافيه دي باري»، ثم يتردد على عديد من الملاهي الليلية والنوادي، ولما كان في ذلك الوقت ينفق من أمواله الخاصة فقد حرص على الابتعاد عن كازينوهات القمار، إلا أنه مع ذلك كان يقامر في عدد من الأندية الصغيرة. بمجرد وصول فاروق وناريمان بدأت المشاكل بينهما بسبب علاقاته النسائية الكثيرة، وحاشيته الإيطالية التي أفسدته في مصر تمامًا وكانت فريدة قبل ناريمان ترى في وجودها أبلغ الإساءة له بل كانت هي التي تقوده في الواقع إلى الفساد.
عبّرت ناريمان لفاروق عدة مرات عن ندمها على زواجه ورغبتها في الطلاق وكان فاروق يعتذر أحيانًا ويعزوها إلى ما أصابه ويعد زوجته بالاستقامة، لكن كان يقول ذلك مع وقف التنفيذ. وفاض الكيل بناريمان فطلبت من والدتها أصيلة هانم أن توافيها على وجه السرعة، فتقدمت الأم بطلب إلى محمد نجيب وكان يومها رئيسًا لمجلس الثورة، وما كادت تحصل على الموافقة حتى سافرت إلى روما على الفور، وحينما وصلت لمست بالفعل معاناة ابنتها من عذاب نفسي وروت لها ناريمان ما يقوم به زوجها من علاقات نسائية وإهانته لها أمام الناس حيث صفعها ذات مرة بنادٍ ليلي عندما اعترضت على رقصه مع امرأة أخرى. فتوجهت الأم إلى جناح فاروق ودخلت عليه تصرخ في وجهه وتطلب منه أن يطلق ابنتها، واحتد النقاش بين فاروق ووالدة ناريمان، ولم يطلق الملك فاروق زوجته بسهولة، لكنه في النهاية استسلم للإلحاح وطلقها بشرط أن تتنازل عن حضانة ابنهما الصغير الملك أحمد فؤاد، وكان ذلك عام 1954م.

## الزواج الثاني

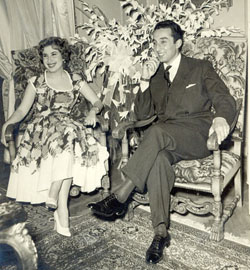
ناريمان في حفل زواجها على الدكتور أدهم النقيب

عادت ناريمان إلى مصر وذهبت في رحلة استجمام إلى الإسكندرية وفي الإسكندرية التقت بصديقتها عقيلة النقيب شقيقة الطبيب أدهم النقيب. وكما مهّد الجواهرجي أحمد نجيب زواج ناريمان من فاروق فإن عقيلة النقيب أدت نفس الدور لزواج ناريمان من شقيقها الدكتور أدهم النقيب. ذات مرة اصطحبت عقيلة شقيقها في زيارتها لناريمان وكان التعارف الأول بينهما وفيه وجه الدعوة إلى الملكة وشقيقته لسهرة بمكان معروف بالإسكندرية. رحبت ناريمان بالدعوة وسعدت عقيلة بهذا القبول وقضت الملكة ليلة طيبة أنستها ما بها من آلام. وأخبر الدكتور أدهم النقيب شقيقته برغبته في الزواج من ناريمان فسعدت بذلك كثيرًا وعرضت على ناريمان الأمر. وفكرت ناريمان كثيرًا وكان فاروق محور تفكيرها فهو الرجل الذي بدأت حياتها معه في مراهقتها وهو الذي وضع تاج مصر على رأسها. وفكرت في أن ذلك الشاب قد يكون القادر على إخراجها من أحزانها وإن كان الوقت غير مناسب للزواج. وقبلت ناريمان الزواج من أدهم واتفقت الأسرتان على الزواج. وكان حفل الزواج يوم 7 رمضان 1373 هـ الموافق 10 مايو 1954م.
سرعان ما بدأت المشكلات وكان مصطفى صادق عم ناريمان يعمل بالكويت في ذلك الوقت فكانت ترسل له بشكل دائم أسرار خلافاتها مع زوجها أدهم النقيب وما تعانيه من تجاهل لأحاسيسها وألمها من جراء ذلك. وقيلت تفسيرات أخرى في أسباب الخلاف بين ناريمان وأدهم أهمها أن الطبيب لم يكن يستطيع الإنفاق بالقدر المطلوب على ناريمان التي عاشت حياة القصور وما فيها من أموال وثراء بغير حساب. وسافرت ناريمان إلى سويسرا وطلبت الطلاق من زوجها وبعد فترة طارت إلى بيروت ولم تعد للقاهرة، ولم يكن سفر ناريمان إلا للعلاج فقد أشار عليها الأطباء بضرورة إجراء عملية جراحية. واستاء أدهم من عدم عودتها فرفع ضدها دعوى يطلبها للدخول في بيت الطاعة. وذهبت ناريمان إلى روما لرؤية ابنها لأول مرة بعد طلاقها من فاروق وعادت إلى سويسرا لاستكمال العلاج، وقررت ناريمان أن تطير إلى لبنان وأن تستكمل إجراءات قضية الطلاق في بيروت، وسافر إليها عمها يستطلع الأمر بعد أن ساءت حالتها النفسية وأرسلت له رسالة تفيد ذلك.
وافقت ناريمان على أن تذهب لمنزل الزوجية طاعة لزوجها بعد أن صدر بالفعل الحكم بذلك. ولكن والدتها كانت تصر على ألا يحدث ذلك وأن لا تعود ابنتها إلى زوجها واستجابت ناريمان وقررت عدم العودة إطلاقًا للدكتور النقيب. ورفعت ناريمان هي الأخرى دعوى نفقة على زوجها أمام المحاكم اللبنانية. وبعد ذلك عرضت عائلة أدهم الصلح ووافقت ناريمان بشرط أن يأتي لأخذها من لبنان وأن تقيم فصلي الصيف والربيع في لبنان حيث لا تتحمل جو مصر الحار حسب وضعها الصحي. ورفض أدهم الصلح وتم الطلاق عام 1964م بعد عشر سنوات من زواج أثمر الابن الوحيد لهما أكرم الذي بقي في حضانة أمه ناريمان حتى بلغ السن القانونية لانتقاله لوالده.
تزوج الدكتور أدهم بعد طلاقه من زوجته التي تمسك بها طويلًا من إنجليزية عاشت معه بقية حياته التي وصل فيها إلى العديد من المراكز المرموقة في الدولة إلى أن توفي في فبراير 1990م. حضرت الملكة ناريمان العزاء لا لشيء إلا لتلقي العزاء فيه فهو والد ابنها أكرم.

## الزواج الثالث
كان زواج ناريمان الثالث من الدكتور «إسماعيل فهمي» وهو لواء طبيب بالقوات المسلحة، وكان هذا الزواج عام 1967م أي بعد عام من انفصالها عن أدهم النقيب، والدكتور إسماعيل فهمي تخرج في كلية الطب عام 1957م، وحصل على درجة الدكتوراه وآخر منصب شغله هو نائب مدير إدارة الخدمات الطبية بالقوات المسلحة قبل أن يُحال إلى التقاعد عام 1989م، وظلت ناريمان زوجته حتى وفاتها في 16 فبراير 2005م. وعاشت الملكة السابقة مع زوجها الأخير في هدوء بعيدًا عن الأضواء والصحافة حيث كانت تسكن شقة في مصر الجديدة، ولم تنجب من هذا الزواج حيث نصحها الطبيب بتجنب الحمل حتى لا تتعرض حياتها للخطر، وتقبل زوجها هذا القرار حفاظًا على حياتها. وفي هذه الفترة رفضت ناريمان عروض أن تكتب مذكراتها وتتقاضى عنها مبالغ كبيرة، وفضلّت تلك الحياة البسيطة.
وكان سبب الزواج أن مرت ناريمان بوعكة صحية وطلب ابن عمها الدكتور علي عبد الفتاح من دكتور إسماعيل فهمي أن يزورها لأخذ عينة دم منها لإجراء بعض التحاليل الطبية، وبعد يومين ظهرت النتيجة وذهب مرة أخرى إليها لاطلاعها على النتيجة، وفي هذه المقابلة تحدث مع الملكة ودار بينهما الحوار المشترك، وكان الحوار بسيطًا بعيدًا عن التكلف ولمس فيه الطرفان التفاهم والتقارب، وبعدها زارها اللواء إسماعيل فهمي مرة ثالثة ولم يطل الوقت كثيرًا حتى تقدم طالبًا يدها، وكان القبول منها وتم الزواج في أغسطس عام 1967م في حفل عائلي بسيط لم يُدع إليه أحد خارج نطاق الأسرة.

## المرض والوفاة
تعرضت ناريمان لأزمة صحية خطيرة عام 1969م بسبب إصابتها بنزيف داخلي في المخ، وظلت تتلقى العلاج داخل المستشفى لمدة شهر كامل دون أي تحسن، وبعد استشارة الأطباء سافرت إلى باريس يرافقها زوجها اللواء طبيب إسماعيل فهمي وأجريت لها عملية جراحية خطيرة ونجحت الجراحة وعادت الملكة إلى مصر في فبراير 1969م دون أن تترك العملية أي آثار عليها ولكن في السبعينيات بدأت الملكة تشعر بالصداع كما بدأت تتأثر من أي شيء وتغضب سريعًا. ومن الآثار التي ترتبت على المرض أيضًا عدم القدرة على الإنجاب حيث نصحها الأطباء بعدم الحمل خوفًا من ارتفاع ضغط الدم ومن عام 1990م بدأت تشتد نوبات الصداع وفي عام 2002م بدأت الحالة تتدهور وكانت قد سقطت ودخلت مستشفى كليوباترا بمصر الجديدة للعلاج من أثر السقوط حيث نتج عن سقوطها كسر في عظمة الفخذ وفي عام 2004م أصيبت بالتهاب رئوي ودخلت المستشفى وفي آخر 3 سنوات لم تكن تنزل من البيت إلا للضرورة القصوى وقد أصيبت في الفترة الأخيرة بغيبوبة ناتجة عن نزيف في المخ عقب جراحة أجرتها ونقلت على إثر تلك الغيبوبة إلى مستشفى دار الفؤاد حيث توفيت في الثامنة صباحًا من اليوم العاشر لدخولها المستشفى يوم الأربعاء 16 فبراير 2005م ليسدل بذلك الستار على حياة آخر ملكات مصر.

## الذرية

### أحمد فؤاد الثاني

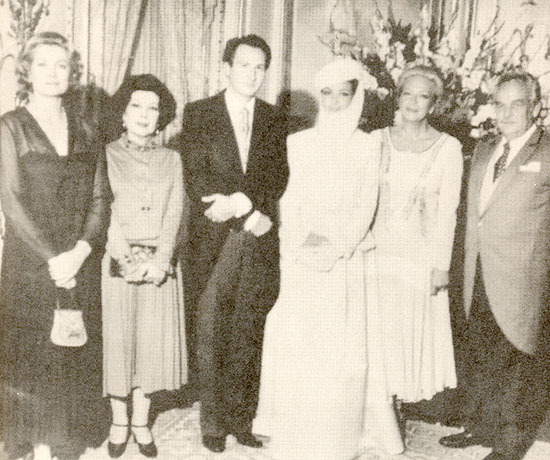
زفاف الملك فؤاد الثاني بإمارة موناكو يوم 5 أكتوبر 1977م، وفي الصورة على أقصى اليمين الأمير رينيه أمير موناكو، وفي أقصى اليسار الأميرة جريس كيلي أميرة موناكو، وعلى يمينها الملكة ناريمان وبعدها أحمد فؤاد الثاني وزوجته فضيلة

ابنها الأول من الملك فاروق، وفي يوم الأربعاء 5 أكتوبر 1977م صدر بيان رسمي من قصر «موناكو» عن الأمير رينيه يقول: أن الملك أحمد فؤاد الثاني قد تزوج من فتاة فرنسية تدعى دومينيك فرنس بيكارد، وفي مراسم الزواج التي جرت في قصر موناكو، اتجه أحمد فؤاد، وقبل الزواج بساعة واحدة مع عروسه الفرنسية دومينيك إلى حمزة أبو بكر رئيس مسجد باريس حيث أشهرت العروس إسلامها وأصبح اسمها (فضيلة) وكان الذي اختار لها هذا الاسم هو العريس نفسه أحمد فؤاد على أساس التقليد العائلي لوالده وجده في أن تبدأ أسماء العائلة بحرف «الفاء». وحضرت الملكة ناريمان وقامت بنثر الملح والجنيهات الذهبية في طريقهما. وحضرت بعض عمات أحمد فؤاد وعلى رأسهن الإمبراطورة السابقة فوزية التي كانت متزوجة يومًا ما من شاه إيران. كما حضرت شقيقات العريس من الأب الأميرات فريال وفوزية وفادية. وكان على رأس الحضور أمير موناكو والأميرة غريس كيلي وكانت سعادتهما بالغة مع والدة العريس الملكة ناريمان وعمته الإمبراطورة فوزية وشقيقاته الأميرات فوزية وفادية وفريال. بعد عام 1971م أصدرت السلطات المصرية قرارها بإعادة الجنسية المصرية إلى جميع أفراد الأسرة المالكة السابقة. وأرسل السادات لولي العهد السابق أحمد فؤاد هدية وصفتها العروس في حديث صحفي بأنها أعز الهدايا. وبدأت العلاقة الطيبة بين أحمد فؤاد والسادات في عام 1973م بعد حرب أكتوبر حيث أظهر أحمد فؤاد تعاطفًا شديدًا مع مصر أثناء الحرب حيث قاد أحمد فؤاد مظاهرة في باريس لتأييد مصر في حربها ضد إسرائيل لاستعادة الحق المغتصب وقام بحملة لجمع التبرعات للمجهود الحربي واشترى سيارة إسعاف من أمواله الخاصة وأرسلها لمصر لاستخدامها في الحرب، وكان ذلك أول اتصال لأحمد فؤاد مع مصر منذ أن غادرها طفلًا. وكان رد السادات هو إرسال جوازات سفر مصرية له ولأسرته وأخوته. ووافق السادات على حضور فضيلة زوجة أحمد فؤاد إلى مصر للولادة، وحضرت من فرنسا حيث وضعت ولدًا أطلق عليه اسم «محمد علي» وذلك في 8 فبراير 1979م، في مستشفى الدكتور إبراهيم مجدي الذي أشرف على ولادة أحمد فؤاد من الملكة ناريمان.

### أكرم أدهم النقيب
ابن ناريمان الثاني، من زوجها الثاني أدهم النقيب، وحرص والد أكرم على تعليمه بأرقى المدارس وألحقه للدراسة بكلية فيكتوريا الشهيرة بالإسكندرية وحصل بعدها على ليسانس الحقوق من جامعة الإسكندرية وأصبح بعد تخرجه أحد المحامين البارزين. واحتفل أكرم بزواجه الذي حضرته والدته ناريمان كما حضره الملك أحمد فؤاد شقيقه من والدته.

### طالع أيضًا
1. مذكرات مصطفى صادق. «عم ناريمان صادق»
2. آخر ملوك مصر - الإنجليزي هيونج ماكيف.
3. فاروق ملك مصر - باري سان كلير
4. ملك ضد شعب - زكريا الحجاوي، عبد العزيز جبر.
5. كانت ملكة - جميل عارف.
6. مذكرات حسن يوسف. «رئيس الديوان الملكي السابق»
7. مذكرات محمد التابعي.
8. حريق القاهرة - جمال الشرقاوي.
9. جبال من رماد - ويلبور كرين إيفلاند.
10. لعبة الأمم - مايلز كوبلاند.
11. ارتفاع وسقوط وكالة المخابرات المركزية - جون رافيلانج.
12. وكالة المخابرات المركزية الأمريكية - تالي.
13. لحن الخلود - فوميل لبيب.
14. أمريكا والثورة المصرية.
15. الملكة فريدة ثائرة على عرش فاروق.

## وصلات خارجية
- الموقع الرسمي للملكة ناريمان